# Andrés Schneiter
Andrés Schneiter (ur. 8 kwietnia 1976 w Buenos Aires) – argentyński tenisista.

## Kariera tenisowa
Karierę zawodową Schneiter rozpoczął w 1994 roku, a zakończył w 2004 roku.
W grze podwójnej awansował do 3 finałów rozgrywek rangi ATP World Tour, z których w 2 triumfował. Uczestniczył we wszystkich wielkoszlemowych turniejach, najdalej dochodząc do 3 rundy French Open, w parze z Sergio Roitmanem.
W rankingu gry pojedynczej Schneiter najwyżej był na 219. miejscu (21 września 1998), a w klasyfikacji gry podwójnej na 62. pozycji (31 marca 2003).

### Finały w turniejach ATP World Tour
| Nazwa                         |
| ----------------------------- |
| Wielki Szlem                  |
| Igrzyska olimpijskie          |
| Tennis Masters Cup            |
| ATP Masters Series            |
| ATP International Series Gold |
| ATP International Series      |

#### Gra podwójna (2–1)
| Końcowy wynik | Nr | Data             | Turniej   | Nawierzchnia | Partner                | Przeciwnicy                         | Wynik finału  |
| ------------- | -- | ---------------- | --------- | ------------ | ---------------------- | ----------------------------------- | ------------- |
| Zwycięzca     | 1. | 23 lipca 2000    | Amsterdam | Ceglana      | Sergio Roitman         | Edwin Kempes Dennis van Scheppingen | 4:6, 6:4, 6:1 |
| Zwycięzca     | 2. | 22 lipca 2001    | Umag      | Ceglana      | Sergio Roitman         | Ivan Ljubičić Lovro Zovko           | 6:2, 7:5      |
| Finalista     | 1. | 15 września 2002 | Bukareszt | Ceglana      | Emilio Benfele Álvarez | Jens Knippschild Peter Nyborg       | 3:6, 3:6      |